# Вильгельм I (герцог Урах)
Граф Фридрих Вильгельм Фердинанд Александр Вюртембергский (6 июля 1810, Штутгарт — 17 июля 1869, Лихтенштейн) — морганатический отпрыск Вюртембергской династии, в 1867 году получивший титул герцога Урахского. Основатель урахской ветви Вюртембергского королевского дома.

## Биография
Третий сын герцога Вильгельма Фридриха Вюртембергского (1761–1830), младшего брата вюртембергского короля Фридриха I, и его морганатической жены, баронессы Вильгельмины фон Тундерфельдт-Родис (1777–1822).
Вильгельм служил кавалерийским офицеров в армии Вюртембергского королевства. Он также испытывал пушки для вюртембергской армии, некоторые из которых все ещё можно увидеть в замке Лихтенштейн, который он существенно перестроил в 1840-х годах. Он был вдохновлен романтическим историческим романом «Лихтенштейн», написанным Вильгельмом Гауфом. В свою очередь Гауф был вдохновлен работами Вальтера Скотта.
28 марта 1867 года Вильгельм получил титул герцога фон Урах со стилем «Светлость».
Вильгельм фон Урах был младшим членом королевского дома Вюртемберга. Он был племянником короля Фридриха I (правил в 1805–1816) и двоюродным братом короля Вильгельма I (правил в 1816–1864).
В 1819–1823 годах Вильгельм и его старший брат Александр, который позже стал известен как поэт, учились в Бернском университете. После окончания учёбы Вильгельм вернулся в Штутгарт и был назначен в возрасте 18 лет капитаном артиллерии. В 1835 году ему было присвоено звание майора, а в 1837 году он стал полковником и командиром артиллерии. В 1841 году Вильгельм был произведен в генерал-майоры и стал командиром пехотной бригады.
В 1848 году Вильгельм Вюртембергский со своей бригадой участвовал в Прусско-датской войне. Вильгельм командовал вюртембергской бригадой в составе дивизии генерал-лейтенанта Морица фон Миллера.
В 1855 году Вильгельм Вюртембергский получил чин генерал-лейтенанта. В 1857 году он был назначен губернатором Ульма. В 1862 году он перешел в католичество. В 1867 году он был произведен в генералы от инфантерии. 28 мая того же года он получил титул герцога фон Урах, сохранив за собой графа Вюртемберга.
Вильгельм Вюртембергский любил артиллерию. Он был хорошим математиком и сделал несколько изобретений для установки пушек.
Герцог живо интересовался искусством и науками, в частности, историей искусства и археологией. Он совершил ознакомительные поездки, стал соучредителем Общества древней истории Вюртемберга в 1843 году и ассоциации естественной истории в 1844 году. Он также неоднократно выступал в качестве президента немецких общества древней истории.
В 1840–1841 годах Вильгельм Вюртембергский, вдохновленный романом В. Гауфа «Лихтенштейн», построил замок Лихтенштейн на месте охотничьего домика вюртембергских королей. Романтический нео-готический дизайн замка был выполнен архитектором Александром Хайделоффом.
Он был членом нескольких научных обществ, в том числе Баварской академии наук. В 1845 году он получил звание почётного доктора философии философского факультета Тюбингенского университета в знак признания его научных трудов.
В июле 1869 года после двух инсультов Вильгельм Вюртембергский, герцог фон Урах, скончался в своём замке Лихтенштейн.

## Брак и дети
8 февраля 1841 года в Мюнхене граф Вильгельм Вюртембергский женился первым браком на принцессе Теоделинде де Богарне (1814–1857), дочери Эжена Богарне, герцога Лейхтенбергского, и Августы Амалии Баварской (1788–1851). Супруги имели четырёх дочерей:
- Принцесса Августа Евгения фон Урах (1842–1916), 1-й муж граф Рудольф фон Энзенберг (1835–1874), трое детей: Теодолина (1866-1951), Рудольф (1868-1932), Эберхард (1872-1945), 2-й муж — граф Франц фон Тун унд Гогенштейн (1826–1888), двое детей: Констанстин (1878-1962), Мария (1879-1958).
- Принцесса Мария Жозефина фон Урах (1844–1864)
- Принцесса Евгения Амалия фон Урах (1848–1867)
- Принцесса Матильда фон Урах (1854–1907), муж — Паоло Альтьери (1849–1901), князь Виано, 8 детей: Теодолинда (1876-1947), Клементе (1877-1886), Людовико Пио (1878-1955), Мария Августа (1880-?), Гульельмо (1884-1894), Марк Антонио (1886-1886), Камилла (1889-?), Марк Антонио (1891-1919).

15 февраля 1863 года в Монако вторично женился на монегасской принцессе Флорестине Габриэле Антуанетте Гримальди (1833–1897), дочери Флорестана I, князя Монако (1785–1856) и Каролины Жибер де Лемец (1793–1879). Дети от второго брака:
- Принц Вильгельм (1864–1929), 2-й герцог Урах
- Принц Карл фон Урах (1865–1925), востоковед.